# Ipogeo di San Bartolomeo
L'ipogeo di San Bartolomeo è un sistema di grotte presenti a Mazara del Vallo, in località Miragliano, sulla riva destra del Mazaro.

## Storia
L'ipogeo venne scoperto nel 1874 dal prof. Francesco Saverio Cavallari, primo sovrintendente alle antichità della Sicilia, ed è considerato una delle più importanti catacombe paleocristiane.
Si hanno tracce di insediamenti umani già dell'età del rame appartenenti alla Cultura di Diana (circa 3500 a.C.) e alla Cultura di San Cono-Piano Notaro (fino al 2300 a.C.). Successivi insediamenti sono dell'età del bronzo, appartenenti alla Cultura di Naro-Partanna (2200-1500 a.C.), cui apparteneva anche una necropoli rupestre, andata distrutta dall'attività mineraria in epoca moderna.
Dal XVIII secolo, l'area dell'ipogeo venne utilizzata come cava per l'estrazione del tufo: questa fu la causa prima della distruzione della necropoli. Durante la seconda guerra mondiale venne usata come rifugio per gli sfollati; negli anni sessanta e settanta fu usata come fabbrica per sgusciare i gamberi, e infine si tentò di trasformarla in una pizzeria. Oggi l'area è parte dell'orto botanico Giardino dell'Emiro.